# Alexander Thynne
Alexander George Thynne, né le 17 février 1873 et mort le 14 septembre 1918 à Béthune, est un militaire et homme politique britannique.

## Biographie
Il est le troisième fils, et sixième et dernier enfant, du diplomate John Thynne, 4e marquis de Bath. Scolarisé à Winchester College puis étudiant au Balliol College de l'université d'Oxford, il entre ensuite dans l'armée et est fait second lieutenant dans le régiment d'infanterie montée de la Royal Wiltshire Yeomanry en 1897. Il participe à la seconde guerre des Boers, où il prend part à « de nombreux combats » et est décoré à deux reprises. Après la fin de la guerre en 1902 il est nommé secrétaire privé de Hamilton Goold-Adams (en), lieutenant-gouverneur de la colonie de la rivière Orange nouvellement annexée via cette guerre. En 1903 il accompagne l'expédition militaire britannique contre le mouvement des derviches en Somalie britannique, en tant que correspondant pour l'agence de presse Reuters.
Son frère aîné Thomas est député conservateur de la ville de Frome à la Chambre des communes de 1886 à 1892 puis à nouveau en 1895, mais à la mort de leur père en 1896 il hérite du titre de marquis de Bath et doit quitter la Chambre des communes pour la Chambre des lords. Alexander Thynne se présente, lui aussi sous l'étiquette du Parti conservateur, à l'élection partielle qui en résulte mais est battu de peu par le candidat libéral John Barlow. Il est toutefois conseiller municipal à la cité de Londres de 1899 à 1900 puis à Greenwich de 1907 à 1910. Il se présente sans succès dans la circonscription de Bath aux élections législatives de 1906, dont les résultats sont très mauvais pour les conservateurs, mais remporte ce siège aux élections de janvier 1910. À la Chambre des communes, il prend initialement surtout la parole sur des questions coloniales relatives à la colonie de la rivière Orange et à la Somalie britannique qu'il connaît personnellement. En 1911 il prend la parole à plusieurs reprises pour soutenir le projet de loi de création de système d'assurance introduit par le gouvernement libéral de Henry Herbert Asquith et du chancelier de l'Échiquier, David Lloyd George. Il s'oppose à la loi de réforme de la Chambre des lords.
Souhaitant poursuivre sa carrière militaire, il est admis à l'Académie royale militaire de Sandhurst en août 1914, juste après le début de la Première Guerre mondiale. Il est déployé sur le front de l'Ouest en France en 1915, en tant que major et que second-en-commande du régiment de la Royal Wiltshire Yeomanry commandé par son frère Ulric. En juillet 1916 il est fait commandant du 8e bataillon des Royal Gloucestershire Hussars, régiment de volontaires de cavalerie. Deux semaines plus tard, en menant une attaque à Bazentin dans le cadre de la bataille de la Somme, il est blessé d'une balle au torse, atteint au poumon droit et au foie. Rapatrié en Angleterre pour sa convalescence, il retourne au front en décembre, rattaché cette fois au 10e bataillon des Worcestershire Hussars. En janvier 1917 il est décoré de l'ordre du Service distingué et se voit confier le commandement du 6e bataillon de la Wiltshire Yeomanry. Désormais lieutenant-colonel, il participe aux combats dans les environs d'Ypres, puis à Cambrai en novembre. En mars 1918 le bataillon subit un lourd assaut allemand à Bapaume, et Alexander Thynne est blessé au bras gauche par un éclat de débris. À une date incertaine, la France le décore de la croix de guerre,,.
Après deux mois de convalescence, il demande et obtient de retourner au front. Le 16 septembre, un obus éclate au-dessus de lui, et il meurt en quelques minutes des blessures qui en résultent. Jamais marié, il n'a pas d'enfants. Il est inhumé au cimetière municipal de Béthune,. Il est l'un des quarante-trois parlementaires britanniques morts durant la Guerre et commémorés par un mémorial à Westminster Hall, dans l'enceinte du palais de Westminster où siège le Parlement. Il est plus précisément le dernier de ces parlementaires à avoir été tué par le feu ennemi à la guerre ; après lui, le député libéral Charles Lyell et le marquis Conyngham mourront chacun de pneumonie durant le service.